# Shaikh Khalid bin Ali bin Abdullah Al Khalifa
Shaikh Khalid bin Ali Al Khalifa es miembro de la familia real del reino de Baréin. Desde el 2006 es Ministro de Justicia y de Asuntos Islámicos, Presidente del Comité Nacional de derecho internacional humanitario, miembro del Consejo de administración del instituto de estudios jurídicos del reino de Baréin y Jefe del Alto Comité de Elecciones.

## Estudios y carrera profesional
Estudió derecho y un máster en derecho público y ciencias criminales en la Universidad de El Cairo y un máster en derecho internacional público en la Universidad de Nottingham, Reino Unido. Empezó trabajando en el Ministerio de Justicia y Asuntos Islámicos en 1994 como investigador legal y en el campo de la cooperación internacional judicial. En 2003, cuando se instauró la Fiscalía del Estado, le señalaron como jefe, en 2004 se convirtió en el subsecretario del Ministerio de Justicia y en 2006 fue ascendido a ministro y reelegido para el mismo cargo en 2014 por el Rey Hamad.

## Controversias en el Alto Comité de Elecciones

### Intervención en las elecciones
El Ministro de Justicia Shaikh Khalid bin Ali al Khalifa es también el jefe del Comité del Alto Comité de Elecciones y por tanto uno de los responsables de la manipulación de las únicas elecciones que se convocan en el país: las de la Cámara Baja (Lower House).  
Desde las protestas pacíficas prodemocráticas de 2011, la represión contra la oposición política ha ido incrementando exponencialmente. En el caso de la participación política en los órganos del Estado, se han limitado los individuos que se pueden presentar. Así,  todo aquel que haya estado encarcelado no puede ser candidato- impidiendo la participación de las 4000 personas que han sido prisioneras de consciencia en Baréin desde 2011-, las grandes figuras de la oposición están en prisión y las sociedades políticas de la oposición han sido prohibidas. 
En 2014, el ministro de Justicia pidió a los tribunales la suspensión temporal de las dos grandes sociedades políticas de la oposición, Al-Wefaaq y Wa'ad para evitar su participación en las elecciones que tenían lugar ese año. En 2016 disolvió definitivamente Al-Wefaq en un proceso que se cerró en el mismo día y en 2017, con cargos por "incitación a actos terroristas y violencia para derrocar el régimen político" disolvió Wa'ad. Para las elecciones de 2018, ninguno de las sociedades políticas mayoritarias podían presentarse. No obstante, para garantizarse, si podía darse, una Cámara Baja más afín al régimen AlKhalifa, se organizaron las circunscripciones electores por distritos trazados de manera que la población chiita, mayoritaria en el país y los grupos de izquierdas e islamistas sunnis se vieran subrepresentados en los resultados finales por las proporcionalidades que los distritos generaban.

## Controversias como Ministro de Justicia y Asuntos Islámicos

### Control Ministerial en las Comunidades religiosas
El Islam suní es la religión estatal. Sin embargo, Baréin permite el establecimiento de otras comunidades religiosas siempre y cuando el Ministerio de Justicia y Asuntos Islámicos las acepte y haya recibido una donación económica. Para la construcción de Mezquitas es el Ministerio de Justicia el que evalúa y consiente la construcción. Los clérigos de las mezquitas son nombrados por real decreto y remunerados por el gobierno, también se les imponen los sermones que deben dar.  
En 2011, 30 mezquitas chiíes fueron destruidas. El Ministerio se comprometió a su reconstrucción y para 2018 celebraba la reparación de 27. Sin embargo, el grupo opositor al-wefaq reportó que 11 de las mezquitas no habían sido reparadas y varias ONG reivindicaron que el Ministerio no había aprobado la reconstrucción de Mezquitas incluso cuando había habido numerosas peticiones desde la comunidad.  
En 2016, el Ministerio de Justicia prohibió a 4 clérigos su ejercicio y les pidió que firmaran un compromiso de que darían los sermones estipulados por las autoridades. Solo uno de ellos aceptó firmando el compromiso y pudo reanudar su actividad.

### Implicación en la retirada de licencias de ejercicio de abogados de derechos humanos
Según varias organizaciones de derechos humanos, el Ministerio de Justicia, bajo las órdenes de Shaikh Khalid bin Ali Al Khalifa, sigue un patrón de acoso a los abogados defensores de los derechos humanos. Son acusados arbitrariamente y cesados del ejercicio de abogacía. 
En 2019 la Fiscalía del Estado acusó a Abdullah Hashim, por compartir “ noticias falsas” a través de Twitter sobre la corrupción gubernamental y otros problemas sociales y políticos en Baréin. Estuvo detenido durante una semana para interrogarle y obtener más información.
AL- Shamlawy es un abogado y defensor de los derechos humanos que ha representado a figuras como Sheikh Ali Salman, el encarcelado líder del partido opositor de al-Wefaq. Fue condenado por dos tuits en los que expresaba opiniones críticas sobre las prácticas religiosas relacionadas con Ashura y por dar un dato erróneo que también compartió en sus redes sociales. Por este último cargo se le acusó dos años más tarde de la publicación y habiendo sido entrevistado por la fiscalía previamente. 
En 2020, pendiente de una sentencia, la Junta Disciplinaria de Abogados de Baréin prohibió a al-Shamlawi ejercer la abogacía durante un mes, a petición del Ministro de Justicia. Esta Junta está compuesta por abogados y jueces designados por el mismo Ministro por períodos de dos años.

### Implicación en la disolución de grupos políticos contrarios al Gobierno
Para las elecciones del 2014 el Ministerio de Justicia pidió a las Cortes que suspendieran Al-Wefaq y Wa’ad durante 3 meses y así impedir su participación.

#### Disolución Al-Wefaq
El mayor grupo político opositor, al-Wefaq, fue suspendido en 2016 tras la sentencia de una Corte solicitada por el ministro de Justicia ese mismo día, que acusaba al grupo de promover la violencia y el terrorismo. Las autoridades congelaron sus cuentas, bloquearon la página web y cerraron las oficinas. Dos días más tarde, la Alta Corte Civil de Baréin disolvió formalmente al-Wefaq.

#### Disolución Wa'ad
La Sociedad Nacional de Acción Democrática Laica o Wa’ad fue disuelta en mayo de 2017 por sus declaraciones acerca de la crisis constitucional que Baréin sufría durante las protestas prodemocráticas de 2011. Fue disuelta por una Corte a petición de Shaikh Khalid bin Ali Al Khalifa, el ministro de Justicia. En esta misma sentencia se liquidaron los fondos de la asociación. El Ministro también presentó una demanda contra Wa’ad por violar la Ley de Asociaciones Políticas; apoyar al partido opositor mayoritario de Baréin, Al-Wefaq y por haber elegido a Ebrahim Sharif, prisionero político encarcelado en 2011, como miembro del Comité Central de la Asociación. Además, acusa a Wa’ad de incitar y defender el terrorismo. 
“ Las alegaciones hechas por el Ministro de Justicia en contra de Wa’ad y sus líderes no tienen fundamento y son absurdas” dijo Lynn Maalouf, Director de investigación de la Oficina Regional de Beirut de Amnistía Internacional. “ El único crimen que han cometido es el ejercicio de su derecho a libertad de expresión y asociación”.